# Friedensreich Hundertwasser

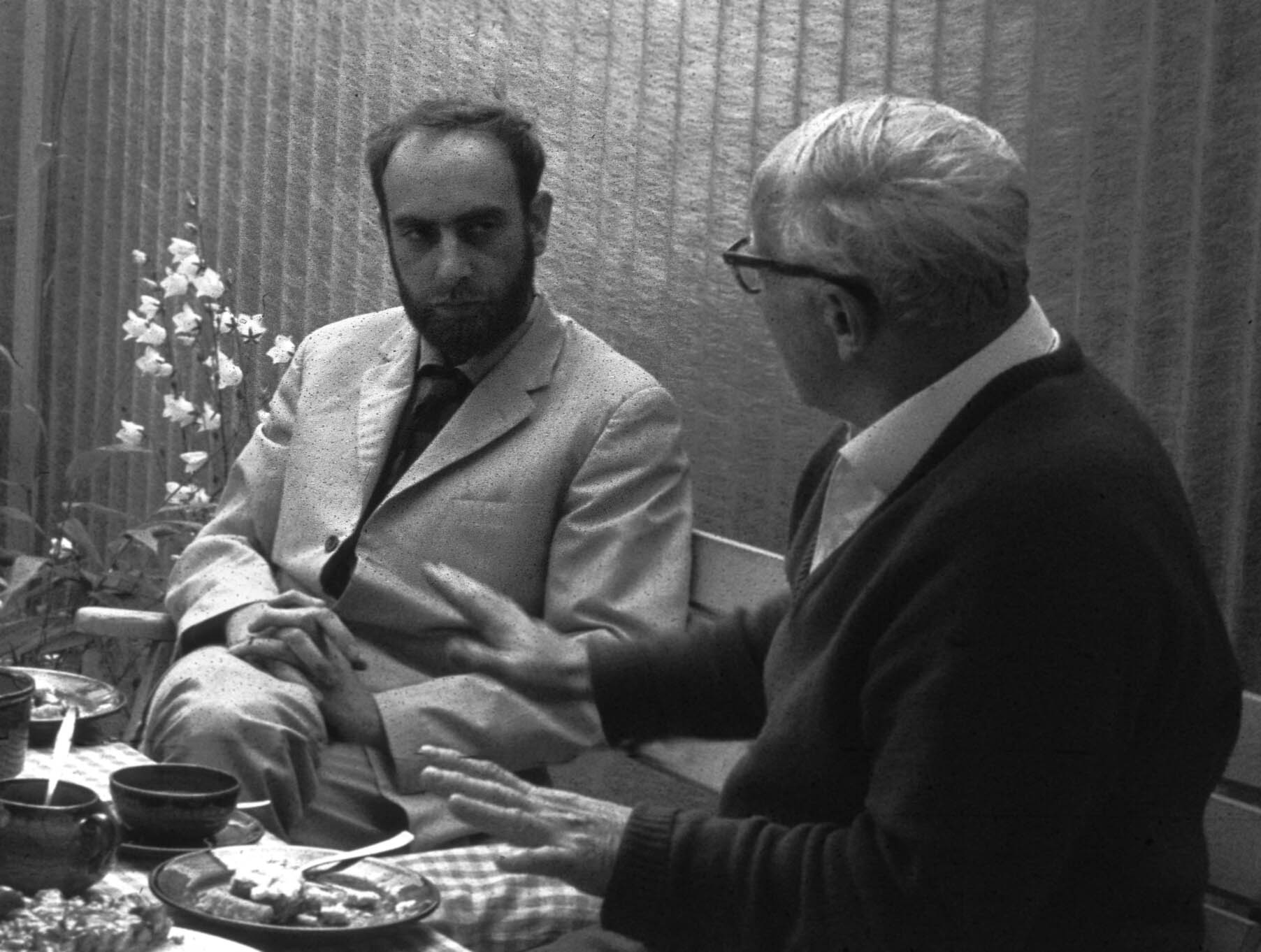
Hundertwasser (a la izquierda) 1965 en Hannover.

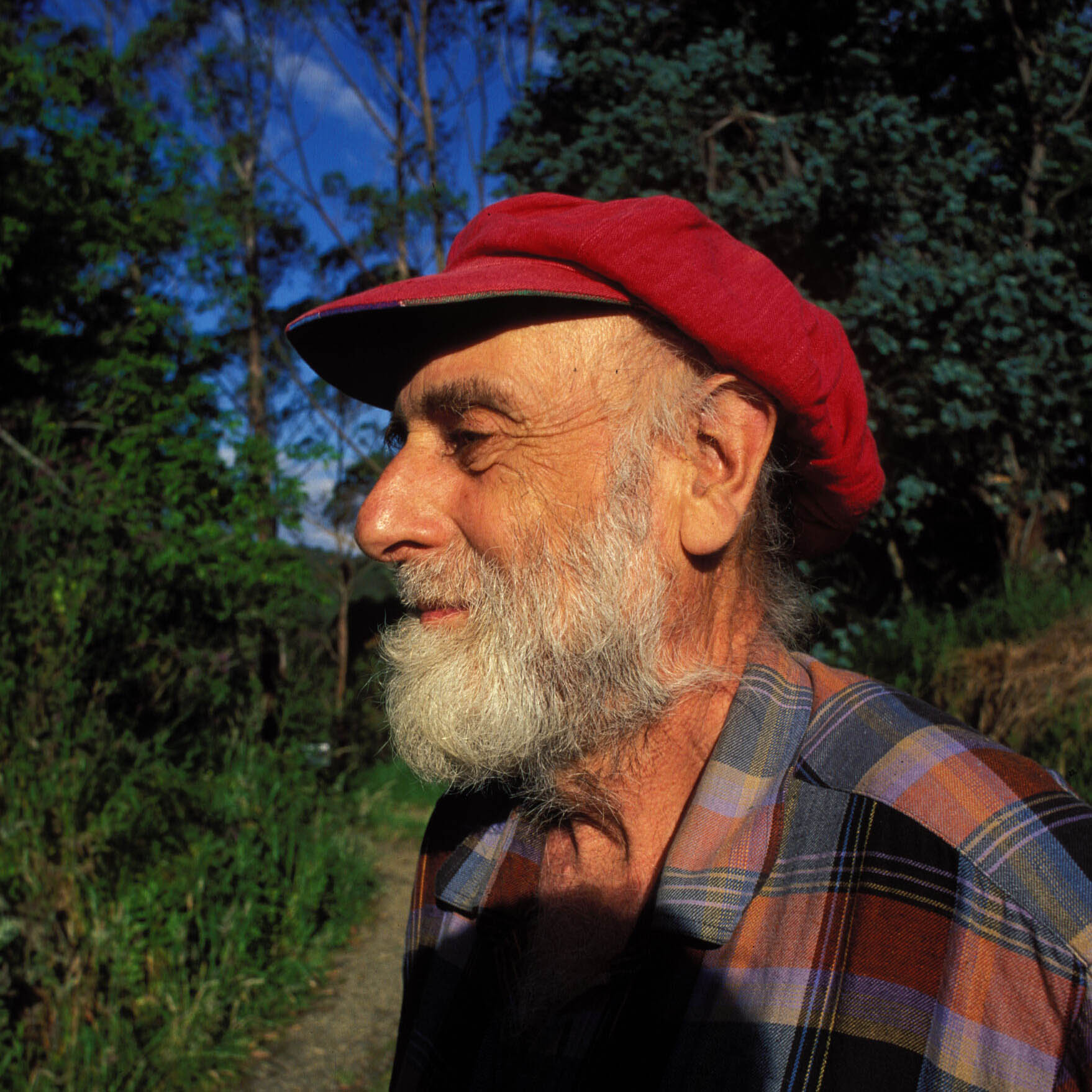
Hundertwasser 1998 en Nueva Zelanda.

Friedrich Stowasser (Viena, Austria, 15 de diciembre de 1928 - Océano Pacífico, 19 de febrero de 2000), más conocido como Friedensreich Hundertwasser (en una creación suya se autodenomina "Friedensreich Regentag Dunkelbunt Hundertwasser") fue un artista plástico austriaco multifacético. y arquitecto que también trabajó en el campo de la protección del medio ambiente. Emigró al Far North de Nueva Zelanda en la década de 1970, donde vivió y trabajó la mayor parte del resto de su vida. Nieto del conocido filólogo Joseph Maria de Stowasser.

## Biografía
Nació el 15 de diciembre de 1928 en Viena, en el seno de una familia mixta, madre judía y padre protestante que murió a los pocos meses de su nacimiento. Con la llegada del nazismo su madre decidió bautizarlo como católico para salvarlo y lo alistó en las Juventudes hitlerianas. En la escuela llevaba el brazalete amarillo obligatorio con la estrella magen David de judío y en su casa el brazalete nazi, cuando a medianoche irrumpían de inspección nocturna en su casa, donde vivieron escondidos en el sótano hasta 1944. Cuando terminó la guerra estaba en un estado grave de desnutrición y fue enviado al campo a vivir, pero el resto de su familia fue delatada y asesinada por los nazis. Se ha identificado a sí mismo como «medio judío».
Hundertwasser desarrolló habilidades artísticas muy pronto. Tras la guerra, pasó tres meses en la Academy of Fine Arts de Viena. En esta época empezó a firmar sus obras como Hundertwasser en lugar de Stowasser. Se marchó de viaje, utilizando un pequeño juego de pinturas que llevaba siempre encima para esbozar todo lo que le llamaba la atención. En Florencia, conoció por primera vez al joven pintor francés René Brô y se hicieron amigos para toda la vida. El primer éxito comercial de la pintura de Hundertwasser se produjo en 1952-53 con una exposición en Viena.
Adoptó el prefijo Sto (en checo significa "cien") que es lo mismo que "Hundert" en alemán, siendo esta la razón por la que es denominado Hundertwasser o Stowasser. El nombre de Friedensreich tiene el significado de "lugar de paz" o "reino de la paz" (en el sentido de 'relajado'). Los otros nombres que eligió para sí fueron Regentag y Dunkelbunt que se traducen como "Día lluvioso" y "Oscuro, multicolor". Su nombre Friedensreich Hundertwasser significa "Reino de la paz con cientos de aguas". En algunas pinturas aparece su firma como 百水 (hyaku-sui), la traducción al japonés de su apellido.
A principios de la década de 1950 se dedicó a la arquitectura. Hundertwasser también trabajó en el campo de las artes aplicadas, creando banderas, sellos, monedas y carteles. Su bandera más famosa es su bandera koru (diseñada en 1983), así como varios sellos de correos para la Oficina de Correos austriaca. También diseñó sellos para Cabo Verde y para la administración postal de Naciones Unidas en Ginebra con motivo del 35 aniversario de la Declaración Universal de los Derechos Humanos.
En 1957, Hundertwasser adquirió una granja en las afueras de Normandía. Hundertwasser se casó con Herta Leitner en 1958, pero se divorciaron dos años después. Se casó de nuevo en 1962 con la artista japonesa Yuko Ikewada, pero ella se divorció de él en 1966. Para entonces, su arte ya gozaba de gran popularidad.
En 1964, Hundertwasser compró «Hahnsäge», un antiguo aserradero situado en el Waldviertel, una zona poco poblada de la Baja Austria. Allí, lejos del bullicio y rodeado de naturaleza, estableció un nuevo hogar.
En la década de 1960 pasó algún tiempo en el Reino de Tooro en Uganda, África Central, donde pintó varias obras y les dio el nombre del reino.
En 1972, Hundertwasser constituyó en Suiza una sociedad anónima, la «Grüner Janura AG», que en 2008 pasó a llamarse «Namida AG». Hundertwasser gestionó sus derechos de propiedad intelectual a través de esta empresa.
En la década de 1970, Hundertwasser adquirió varias propiedades en la Bay of Islands, en el extremo norte de la Te Tai Tokerau región de Nueva Zelanda, que incluyen una superficie total de aproximadamente 372 ha de todo el valle de Kaurinui. Allí hizo realidad su sueño de vivir y trabajar estrechamente ligado a la naturaleza. Además de otros proyectos, diseñó allí la «Bottle House». Con paneles solares, una rueda hidráulica y una depuradora biológica podía vivir de forma autosuficiente. Allí realizó sus primeros experimentos con tejados de hierba.
En 1979, Hundertwasser compró a Alexandra de Yugoslavia, a través de su empresa suiza, el gran jardín histórico Giardino Eden ('Jardín del Edén') de Venecia, incluido el palacio Villa delle Rose.
En 1980, Hundertwasser visitó Washington D. C. para apoyar los esfuerzos del activista Ralph Nader para oponerse a la proliferación nuclear. En consecuencia, el alcalde Marion Barry declaró el 18 de noviembre Día de Hundertwasser. Hundertwasser plantó árboles en Judiciary Square y defendió a un propietario de un apartamento co-op que fue llevado a los tribunales por instalar una bay window.

## Características e influencias
Las características originales de Hundertwasser son la expresión del shock en el arte pictórico, la filosofía del ambientalismo, el diseño de fachadas, sellos postales, banderas y vestidos (entre otros campos). Los temas comunes en este trabajo son el rechazo a las líneas rectas, colores brillantes, formas orgánicas, una reconciliación de los humanos con la naturaleza y un fuerte individualismo. Aunque se mantiene constantemente en su estilo sui generis, sus diseños arquitectónicos a veces recuerdan a los del arquitecto catalán Antoni Gaudí debido al uso de formas biomórficas. Desde muy joven fue inspirado por el trabajo de Egon Schiele, y su estilo a menudo es comparado con el de Gustav Klimt. Su principal inspiración eran las espirales, y llegó a denominar a la línea recta como la "herramienta del diablo". Denominó a su teoría del arte "transautomatismo", basada a su vez en el Surrealismo automático.
Hundertwasser adquirió notoriedad por sus pinturas de múltiples colores, y hoy en día es muy conocido por sus diseños arquitectónicos revolucionarios, que suelen incorporar características de los paisajes naturales, mediante el uso de formas irregulares en el diseño de sus edificios. Los denominados: Hundertwasserhaus son apartamentos de bajo coste en Viena, cuyos pisos ondulantes constituyen la principal característica ("un piso ondulado es una melodía para los pies"), tejados recubiertos de tierra y vegetación, y grandes árboles creciendo dentro de las habitaciones, con sus ramas extendiéndose por las ventanas. El artista nunca cobró por el diseño de dichos edificios.
Sintió que la arquitectura estándar no podía denominarse como arte y declaró que el diseño de cualquier edificio debería estar influenciado por la estética de cada uno de sus habitantes. Hundertwasser fue conocido por su performance art, en el que, por ejemplo, se puede ver cómo aparece en público desnudo promocionando una toilete más ecológica y ahorrativa de agua. El 4 de julio de 1958 celebró un controvertido manifiesto Verschimmelungs-Manifest, denominado también Manifiesto Mould en contra del racionalismo en la arquitectura, en la abadía de Seckau. En 1972 publicó otro manifiesto Your window right — your tree duty, en el que sugería que plantar árboles en entornos urbanos debía ser obligatorio.
Su trabajo se ha empleado en la elaboración de banderas, sellos, monedas, pósteres, escuelas, iglesias, lavabos públicos y ha sido adoptado en Nueva Zelanda en el diseño de edificios. Su bandera más famosa es la bandera de Koru; diseñó sellos para las islas de Cabo Verde y para las Naciones Unidas, así como la administración postal de Ginebra. El 14 de febrero de 1981 pronunció un discurso en la ceremonia de entrega del Gran Premio de Austria a las Artes Visuales, en el que señalaba que "el arte de hoy en día es una degeneración. Hace mucho tiempo que los artífices y tratantes de lo artístico no son ya los artistas propiamente dichos, sino una pequeña "mafia" internacional, compuesta de intelectuales frustrados, frustrados porque tales imposturas no interesan al gran público y tampoco les contentan a ellos mismos. Esos artífices y tratantes, que hacen de directores de museos, de periodistas y teorizadores, son parásitos de nuestra sociedad. Nuestro auténtico enemigo es esa necedad incapaz de distinguir lo verdadero de lo falso. Habría que detener y encerrar en la cárcel a todo director de museo que gastase fondos públicos comprando mamarrachos".

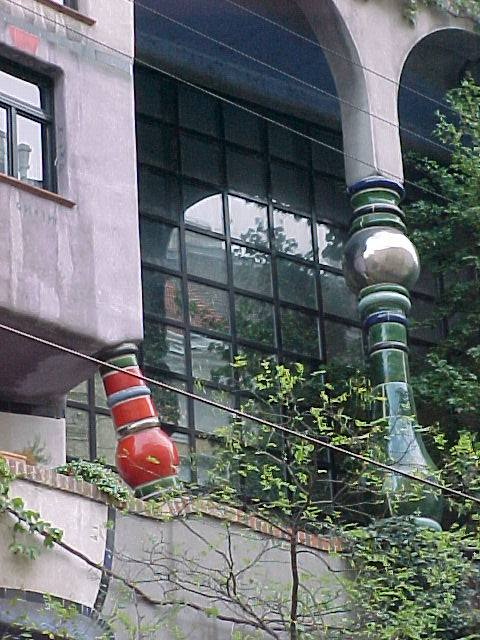
Hundertwasserhaus Viena, detalle.

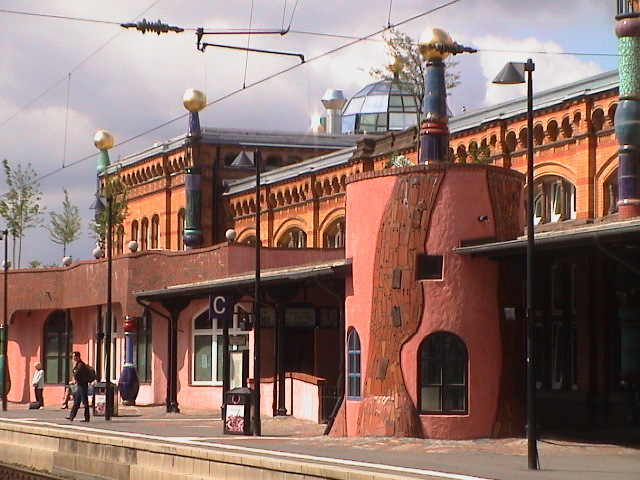
Hundertwasser-Bahnhof Uelzen. Estación de tren de Uelzen.

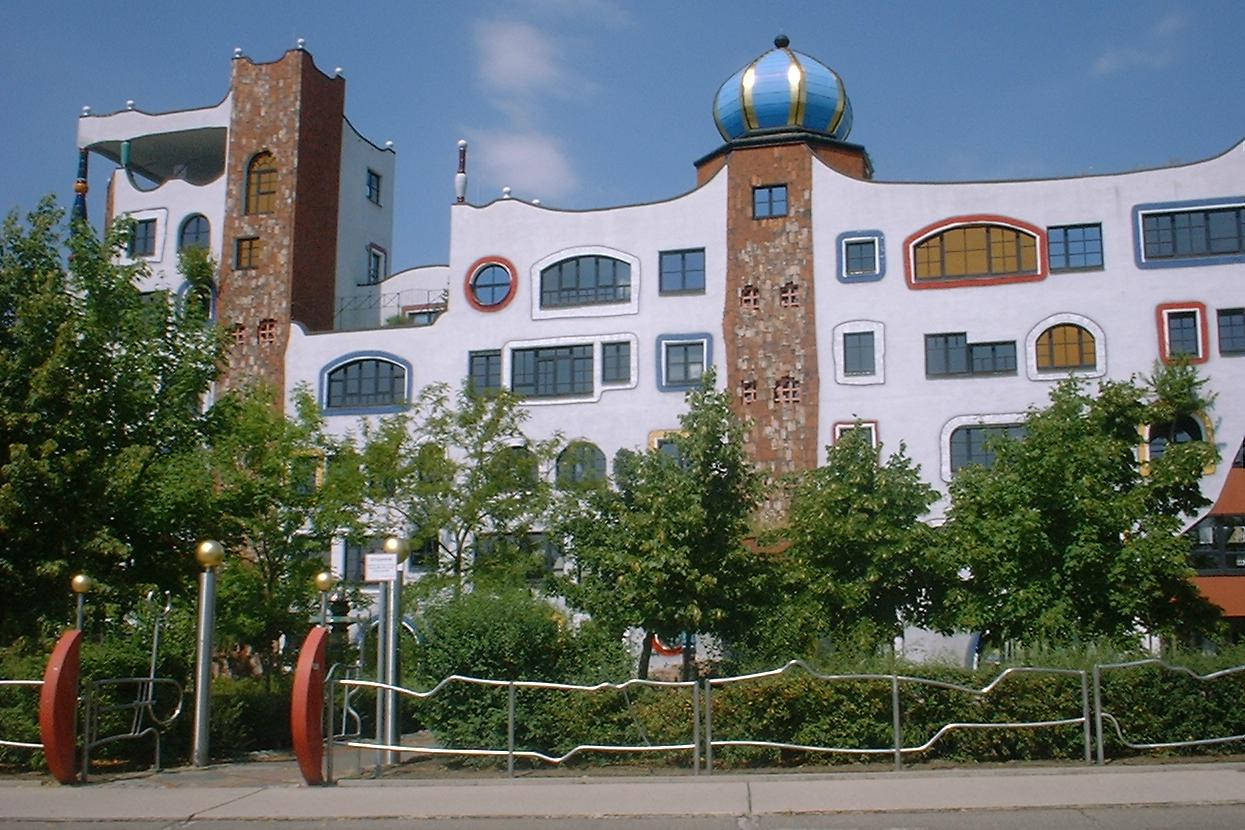
Hundertwasserschule en Wittenberg.

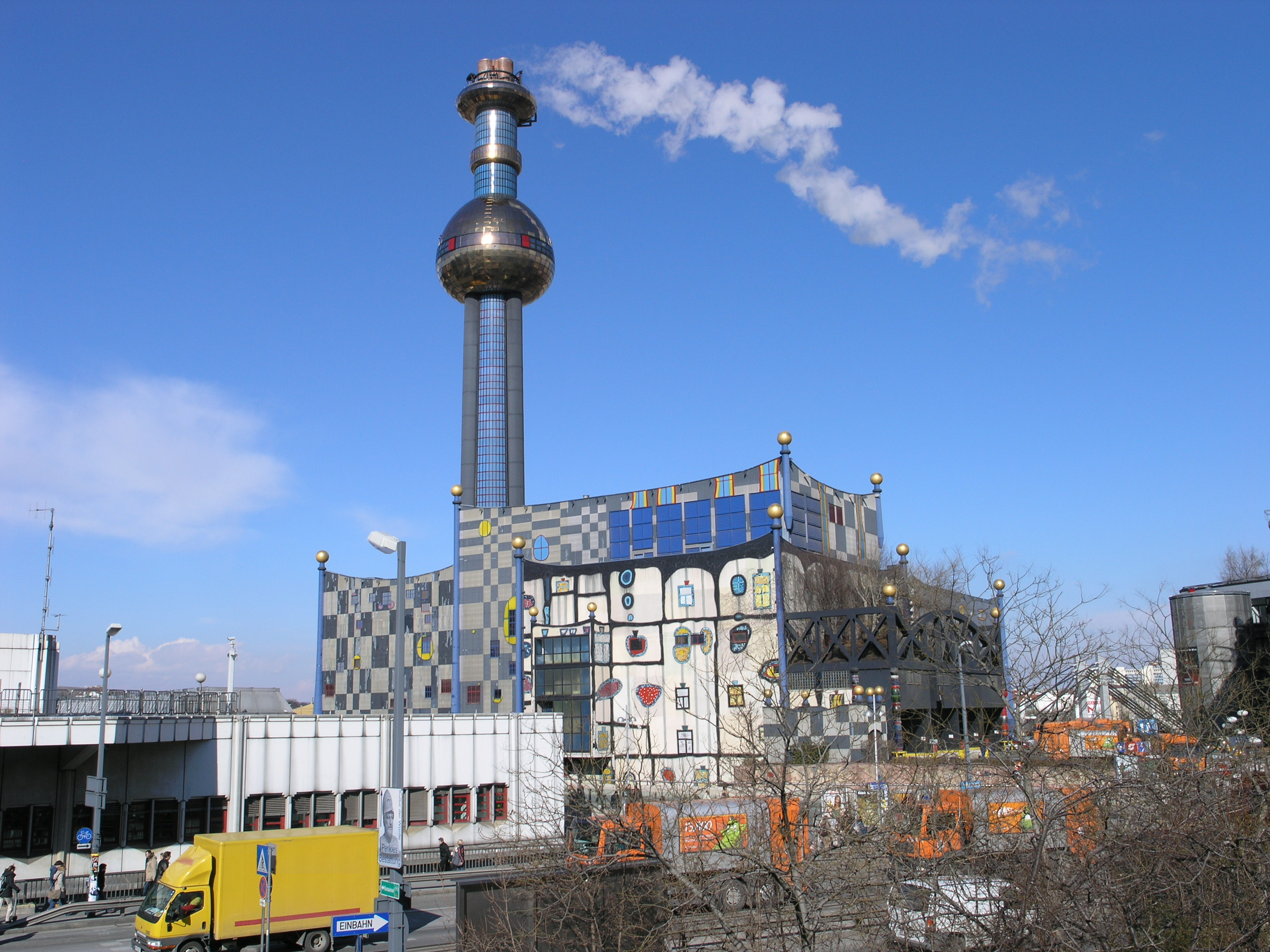
Hundertwasser Fernwärme, Wien Spittelau.

### Obras arquitectónicas
Hundertwasser realizó en total cerca de 35 obras arquitectónicas:

#### Austria
- Hundertwasserhaus en Viena, 1983-1986
- Incineradora de Spittelau, Viena, 1988-1997
- Mierka Getreidesilo Krems, 1982-1983
- Rupertinum Salzburgo (Zungenbart), 1980-1987
- St.-Barbara-Kirche Bärnbach, 1987-1988
- Dorfmuseum Roiten, 1987-1988
- Fábrica Textil Rueff en Muntlix, 1988
- Müllverbrennungsanlage Spittelau, 1988-1997
- Zona de descanso de la Aurobhan en Bad Fischau, 1989-1990
- KunstHausWien, 1989-1991
- Village cerca Hundertwasser-KrawinaHaus Viena, 1990-1991
- Zona de la fuente Zwettl, 1992-1994
- Pabellón en el Pontón DDSG Viena, 1992-1994
- SpiralflussTrinkbrunnen I Linz, 1993-1994
- Krankenstation (Oncología) Graz, 1993-1994
- Pueblo de las termas Blumau, 1993-1997
- Edificios de la Fábrica y adyacentes en Zwischenwasser (Vlbg).

#### Alemania
- Fábrica de Rosenthal Selb, 1980-1982
- Zona infantil (Kindertagesstätte) Frankfurt-Heddernheim, 1988-1995
- Casa ecológica HammMaximilianpark 1981/82
- "In den Wiesen" Bad Soden am Taunus, 1990-1993
- "Wohnen unterm Regenturm" Plochingen en Neckar, 1991-1994[20]
- Martin-Luther-Gymnasium in Lutherstadt Wittenberg, 1997-1999
- Waldspirale Darmstadt, 1998-2000
- Hundertwasser-Stadtcafe en Hamburg-Ottensen, 1998-2000
- Hundertwasser-Umweltbahnhof Uelzen, 1999-2001
- Kindergarten "Düsseler Tor" in Wülfrath, 2001
- Grüne Zitadelle von Magdeburg, 2004-2005
- Ronald McDonald Hundertwasser Casa de McDonald's para la ayuda a los niños en Essen/Grugapark
- Hundertwasserturm en Abensberg, La construcción comenzó en el 2007.

#### Japón
- Countdown 21st Century Monument for TBS Tokio, 1992
- Kid's Plaza Osaka, 1996-1997
- Maishima Planta de Incineración Osaka, 1997-2000
- Maishima Sludge Center Osaka, 2000

#### Estados Unidos
- Quixote Winery Napa Valley, 1992-1999

#### Israel
- SpiralflussTrinkbrunnen II Tel Aviv, 1994-1996

#### Suiza
- Markthalle Altenrhein, 1998-2001

#### Nueva Zelanda
- Lavabos públicos Kawakawa, 1999

### Pinturas
- 1959 Kaaba-Penis, la isla mitad, Hamburgo Colección Poppe

### Sellos postales
Hundertwasser realizó diseños sobre algunas series de sellos postales para la administración postal de:
- Cabo Verde
- Administración Postal de las Naciones Unidas (Viena, Ginebra y Nueva York)
  - 35 aniversario del establecimiento de los Derechos humanos 1983
  - Ayuda social 1995
- Liechtenstein 1993 y 2000
- Luxemburgo 1995
- Francia-Consejo de Europa (Sellos de servicio) 1994
- Austria 1975 "Arte moderno en Austria"

La Administración postal de Austria le encargó diversos motivos para la edición europea de 1987 (sobre arquitectura moderna, Hundertwasserhaus), que fue interrumpida por su muerte en 2000.
En 2008, conmemorando el 80 aniversario de su nacimiento, el correo austriaco emitió un bloque con cuatro sellos postales diseñados por el mismo Hundertwasser.

### Decoración de libros
Enciclopedia Brockhaus
En el año 1989 diseñó Hundertwasser la decimonovena edición en 24 tomos de la enciclopedia Brockhaus en una edición limitada de 1800 ejemplares. Cada tomo de esta edición difería en el color de la encuadernación, así como en la contraportada, de esta forma cada ejemplar era único en su estilo.
Biblia
En el año 1995, formato: 20 x 28,5 cm, 1688 páginas, 80 ilustraciones a doble página. Hundertwasser trabajó en esta edición de la Biblia. Cada ejemplar muestra una combinación de colores en las encuadernaciones, de tal forma que se mezclan los tonos coloridos con las mallas metálicas de las estructuras. Cada tomo se ha elaborado a mano.

## Premios
- Gran Premio de Austria a las Artes Visuales (1980)

## Galería

### La Waldspirale enDarmstadt

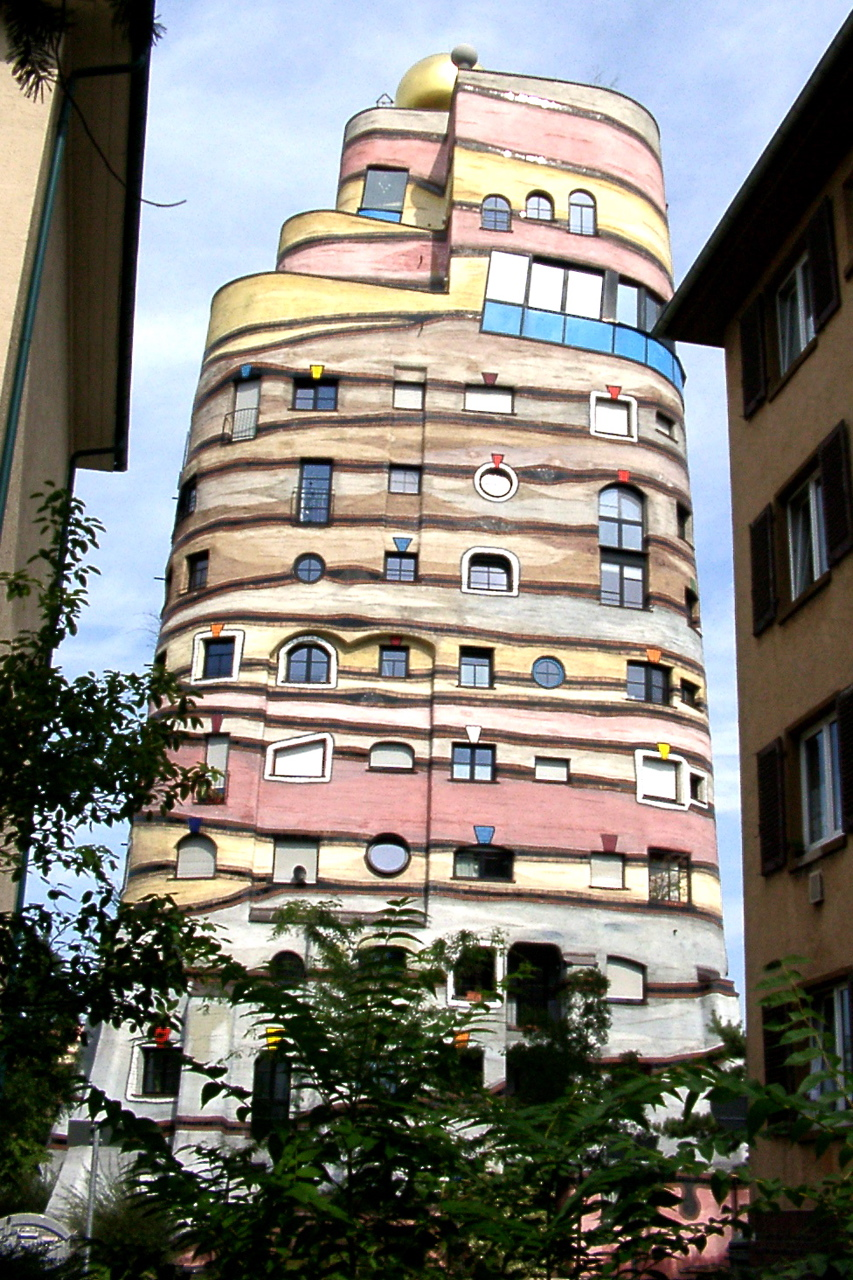
Waldspirale en Darmstadt
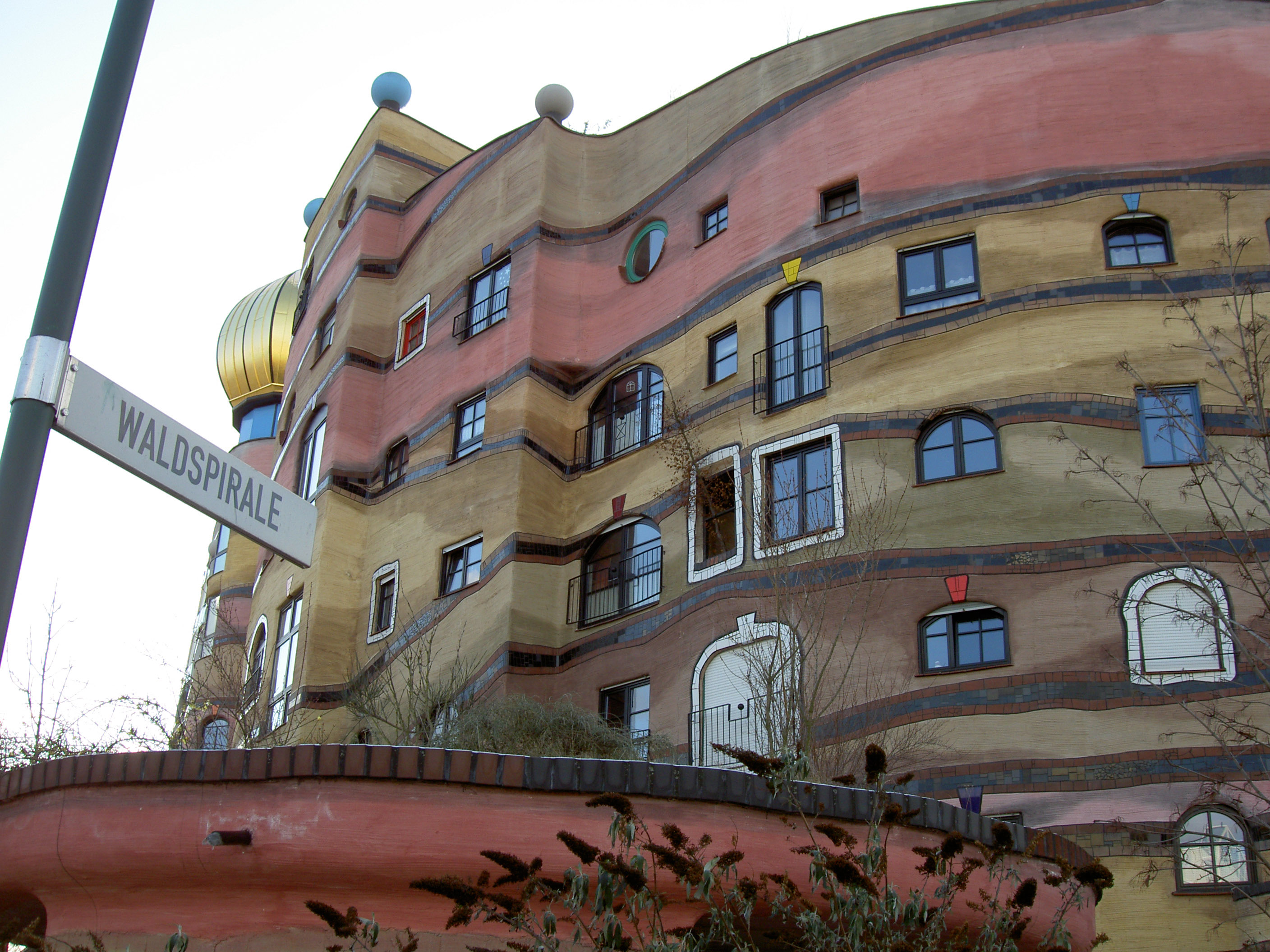
Waldspirale en Darmstadt
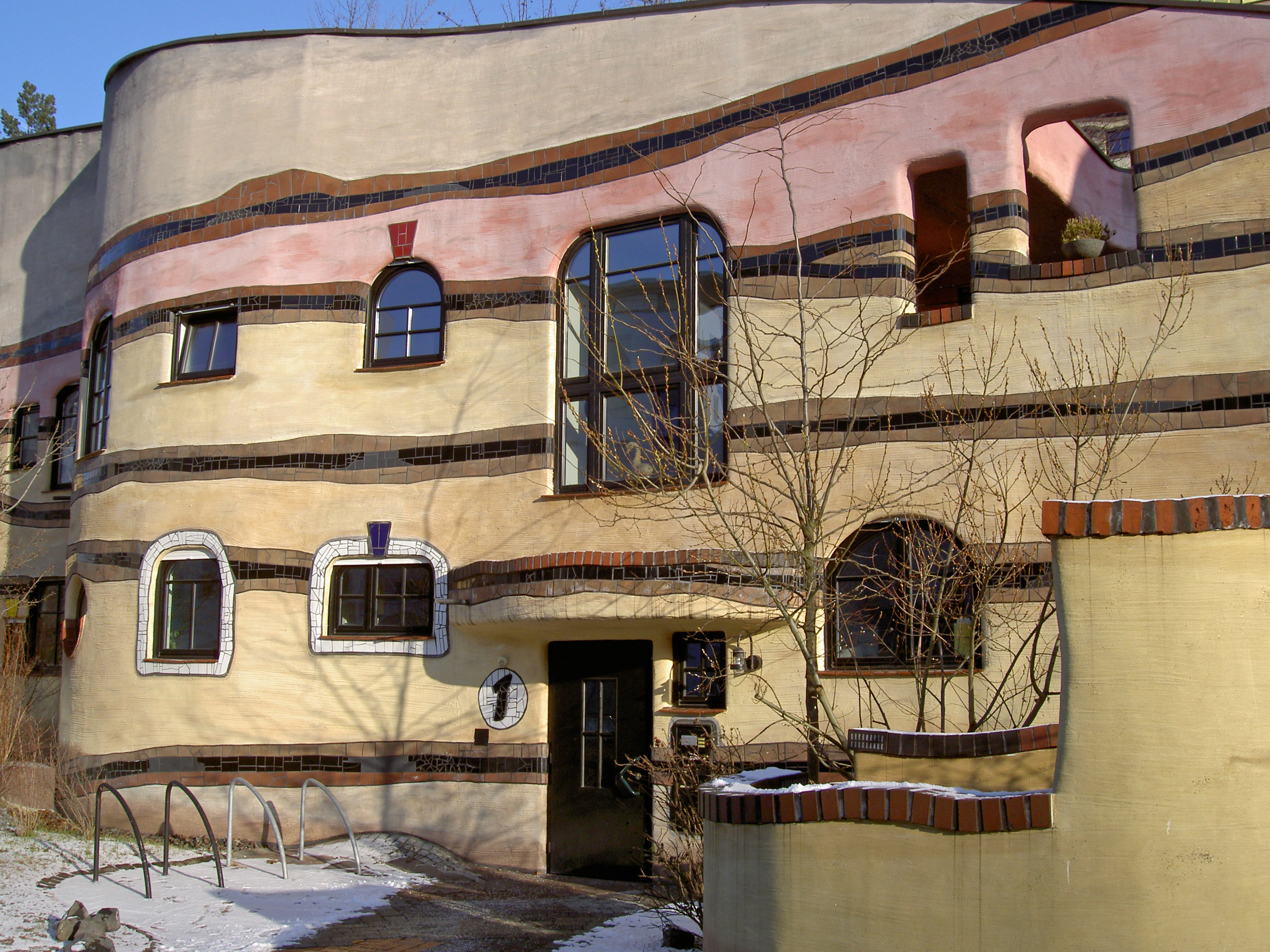
Waldspirale en Darmstadt
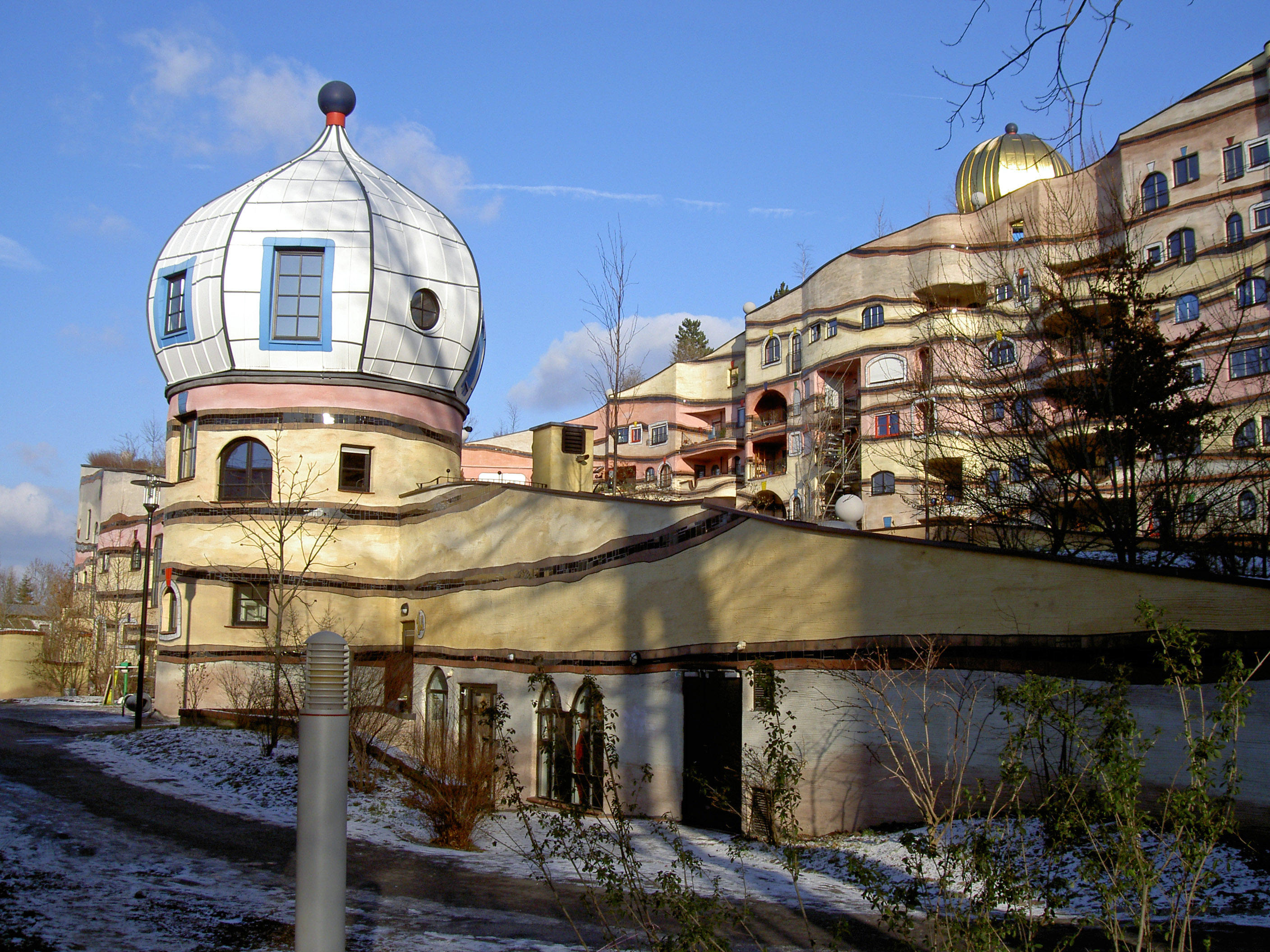
Waldspirale en Darmstadt
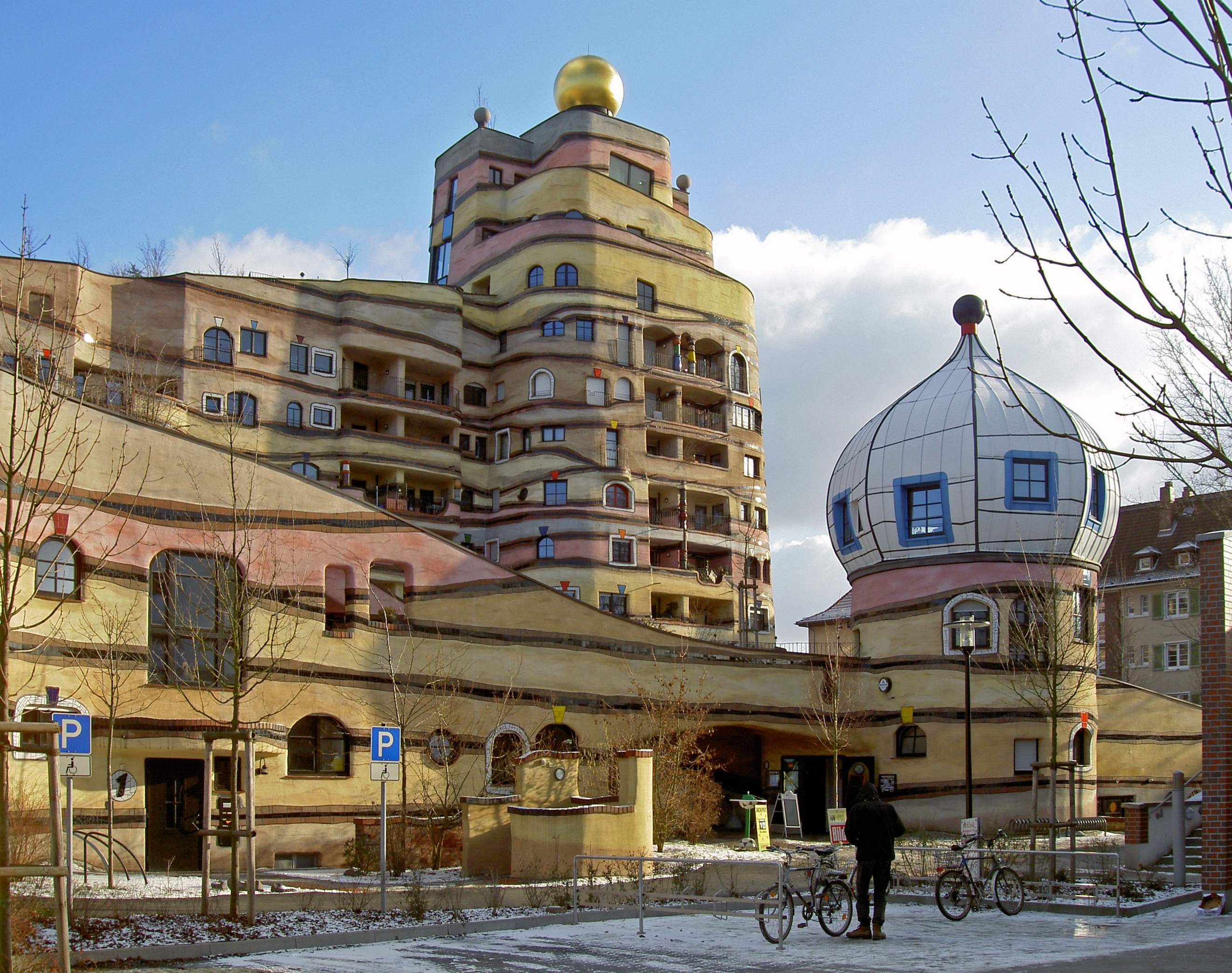
Waldspirale en Darmstadt

### El jardín de infancia estatal deFrankfurt-Heddernheim

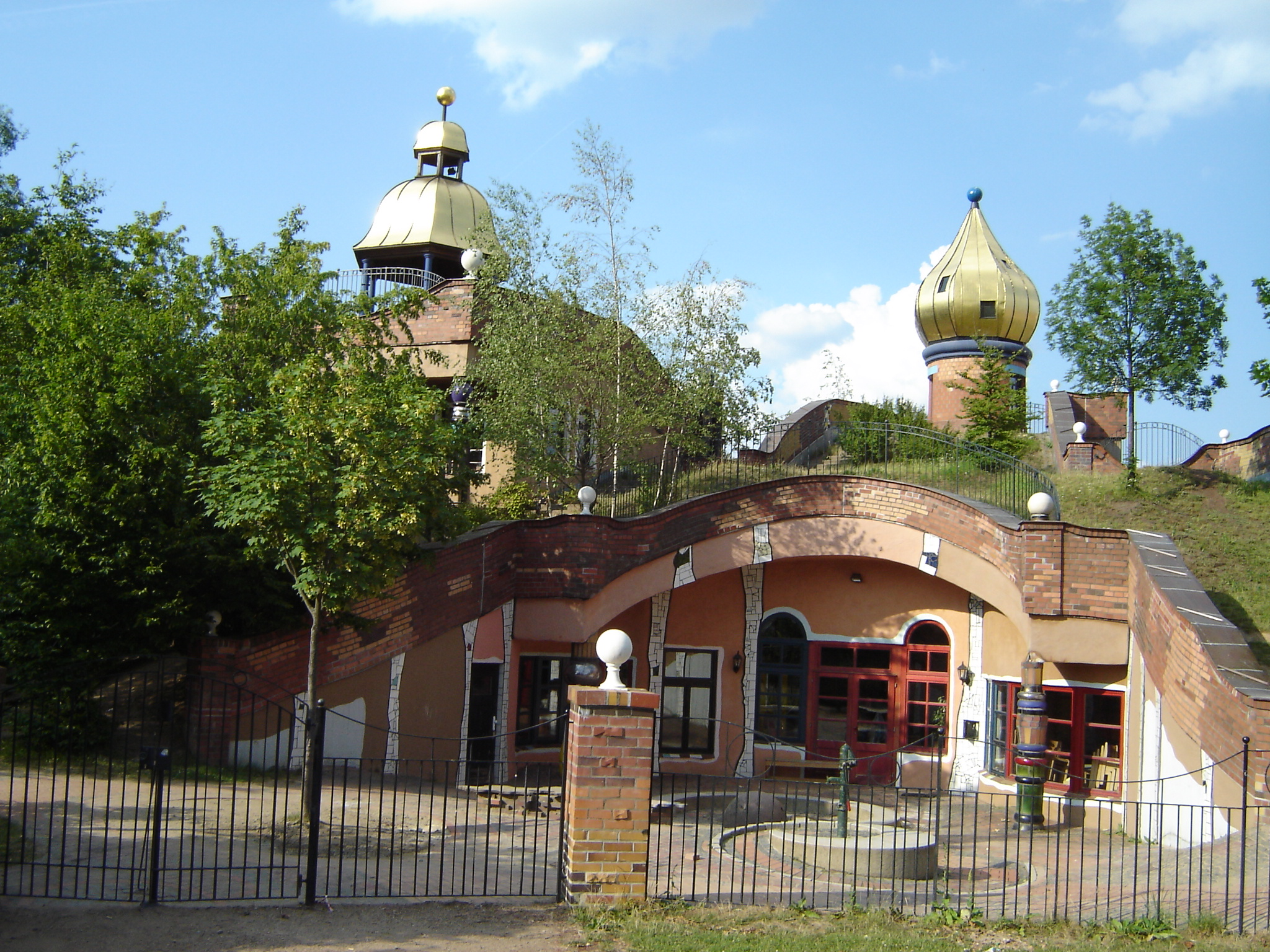
Vista completa del sudoeste
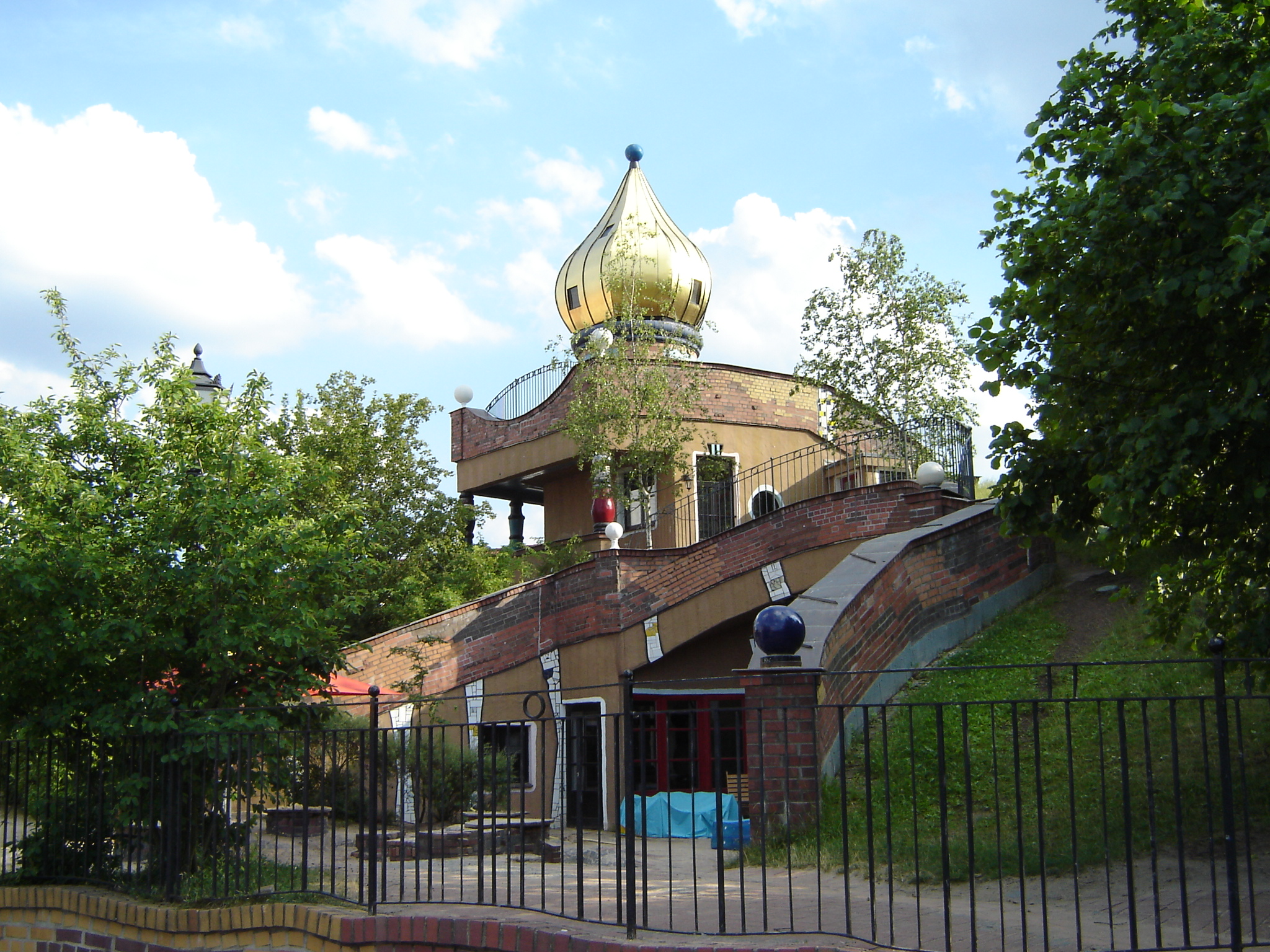
Vista completa del norte
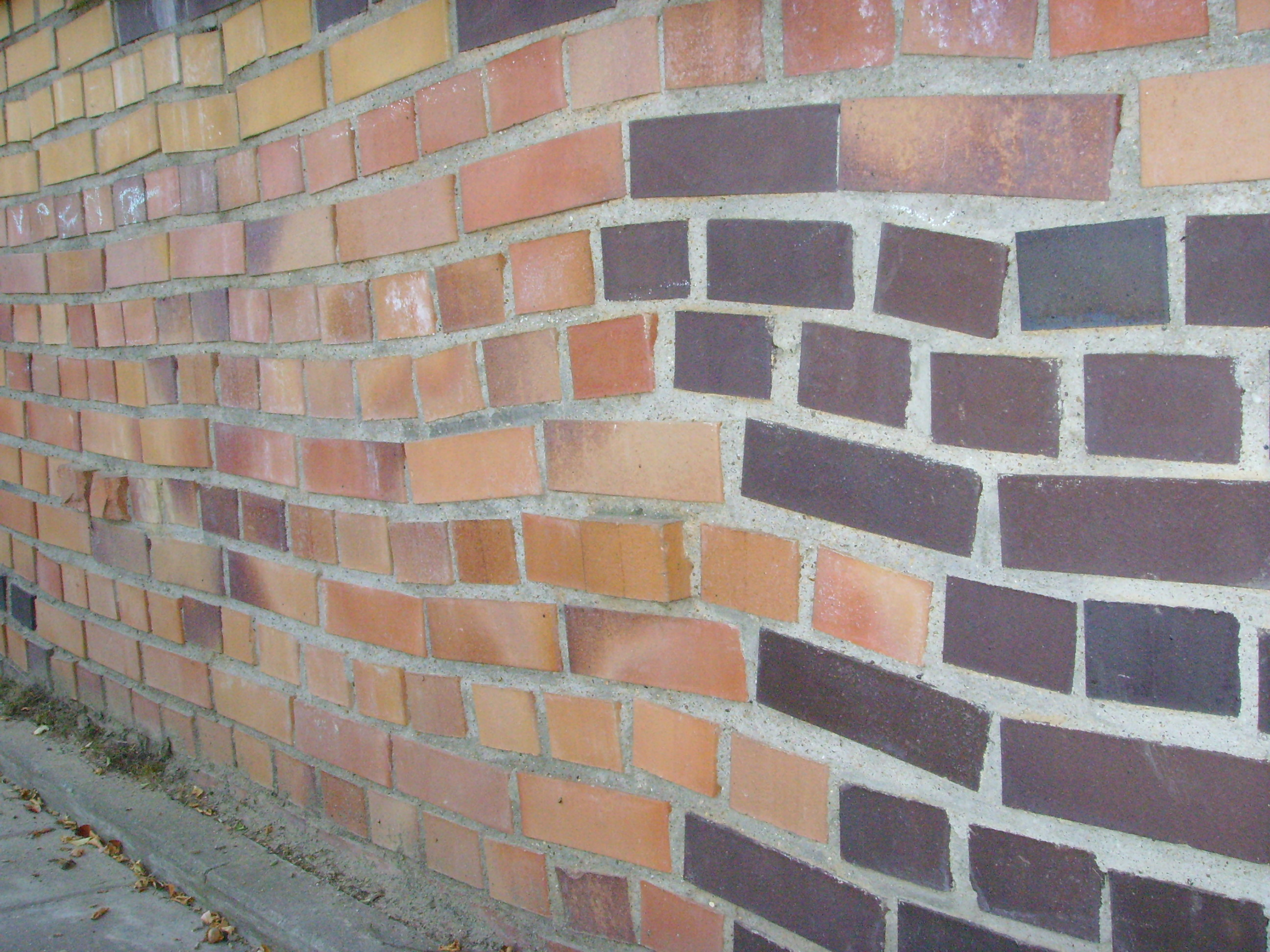
Parte exterior del muro „schief“ (sesgados)...
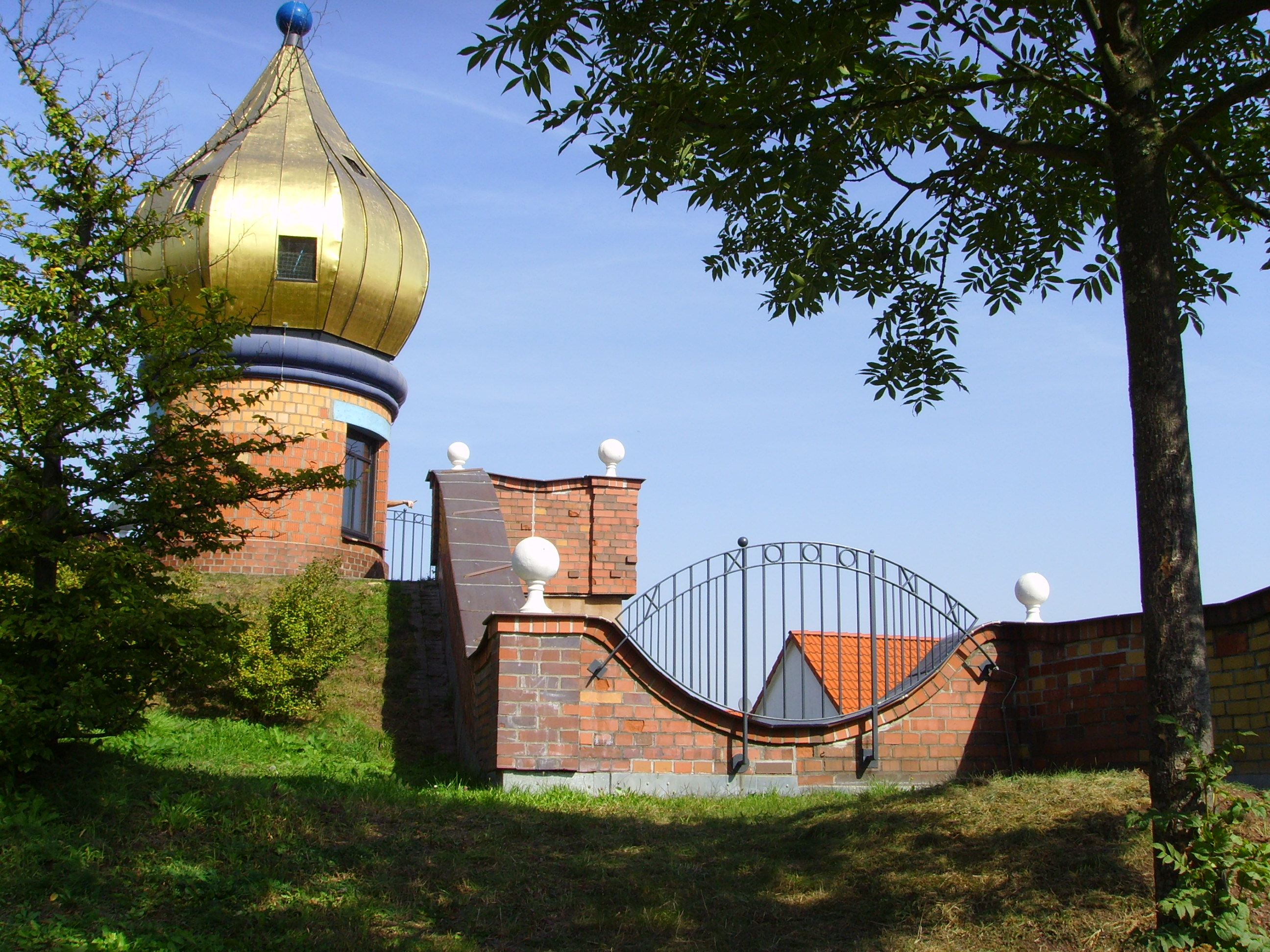
... y también los ladrillos del Dachgarten son irregulares.
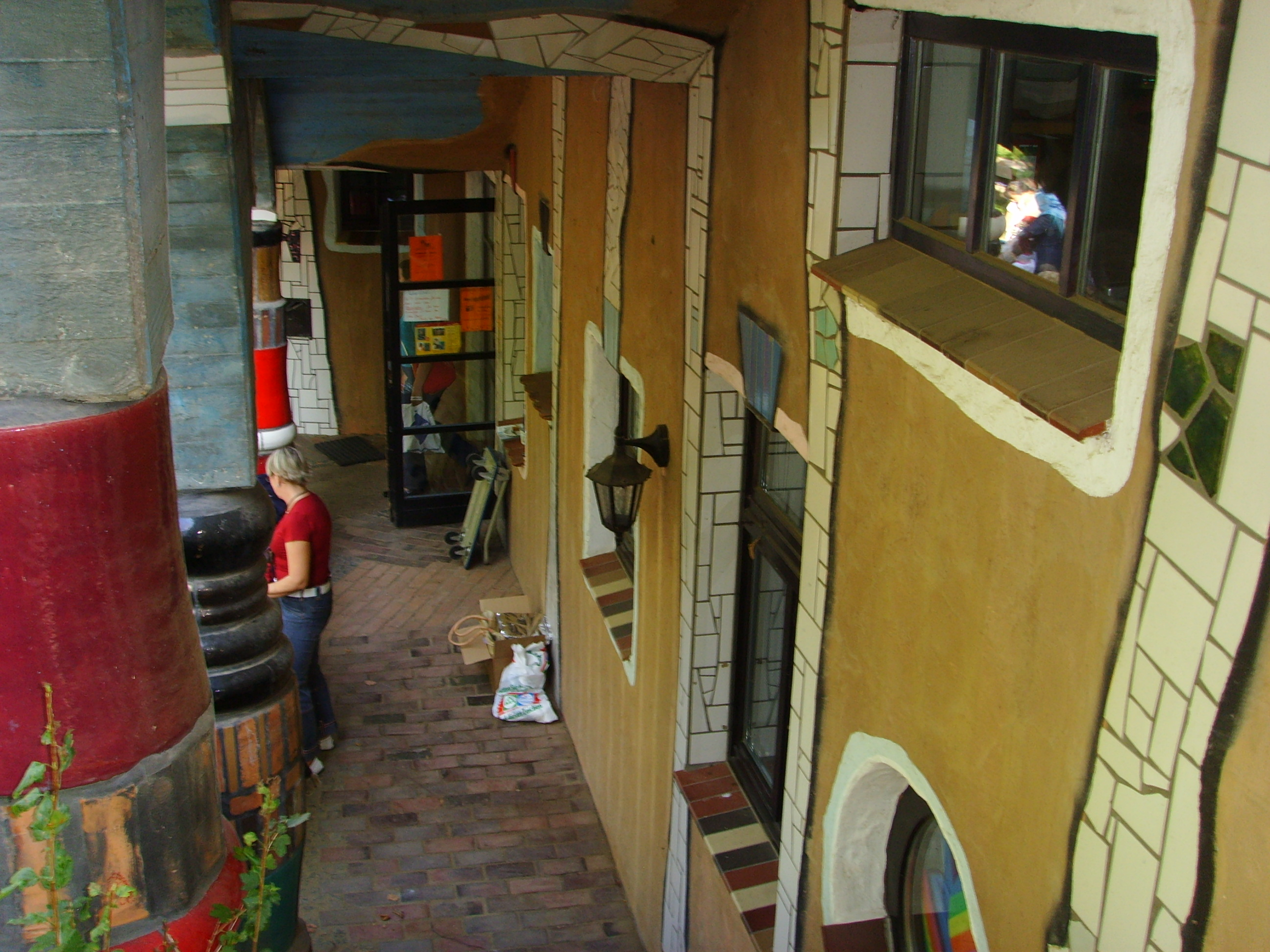
La entrada principal con columnas...
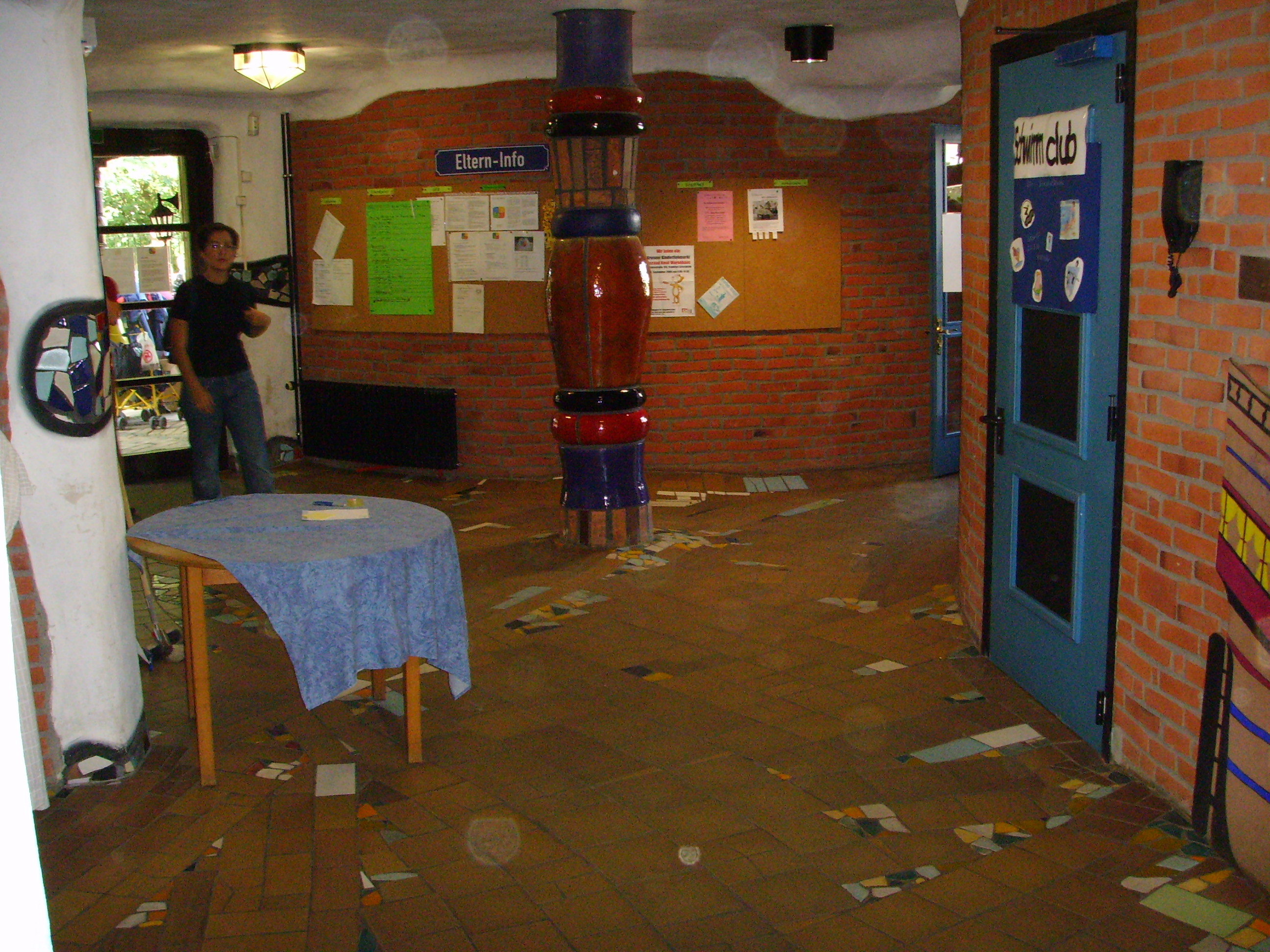
...y una columna sale al paso en el pasillo.
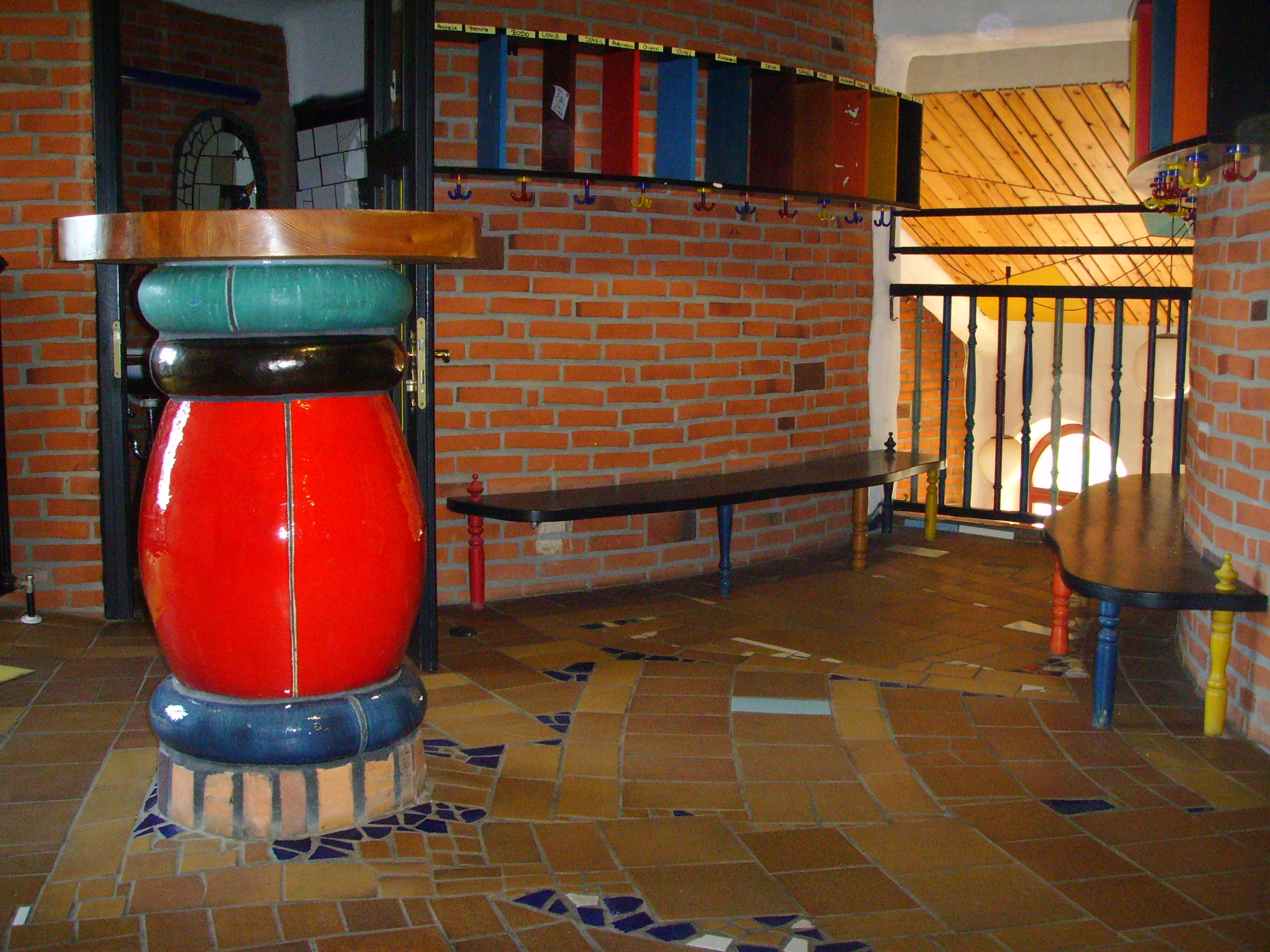
El zaguán en la parte superior del palacio...
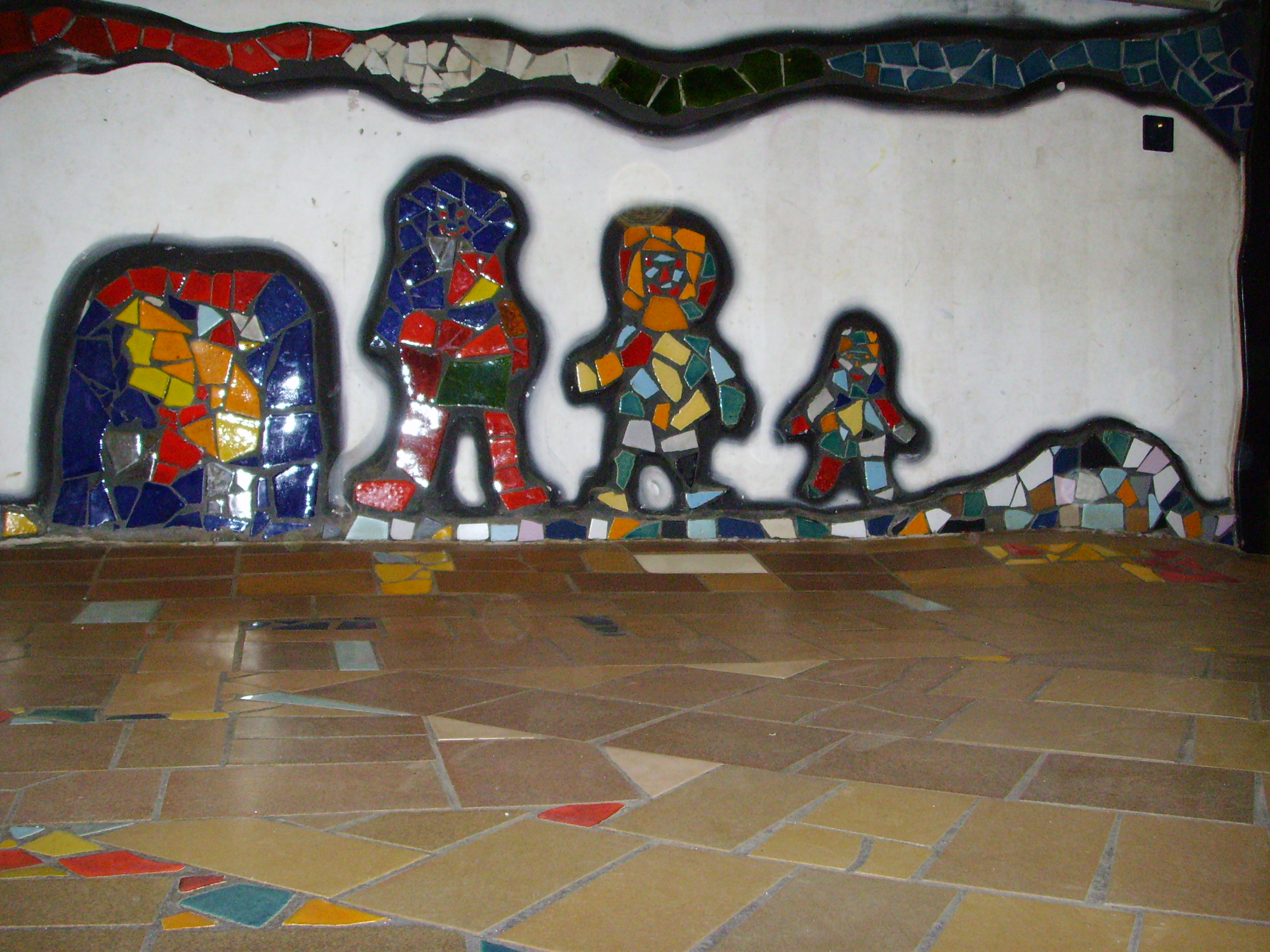
...tiene mosaicos en las paredes.

### Los lavatorios de Hundertwasser enKawakawa

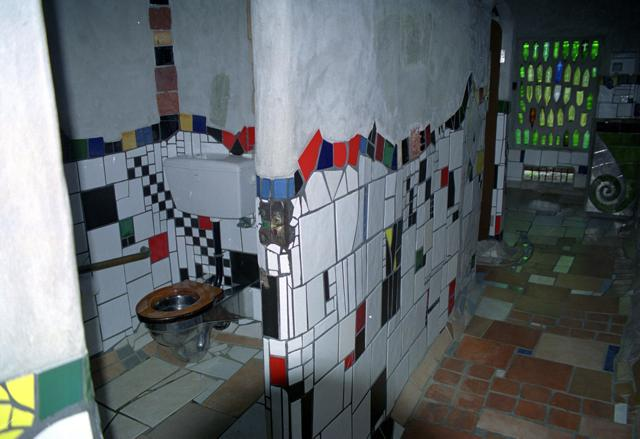
Lavatorios de Hundertwasser en Kawakawa

### Otras construcciones

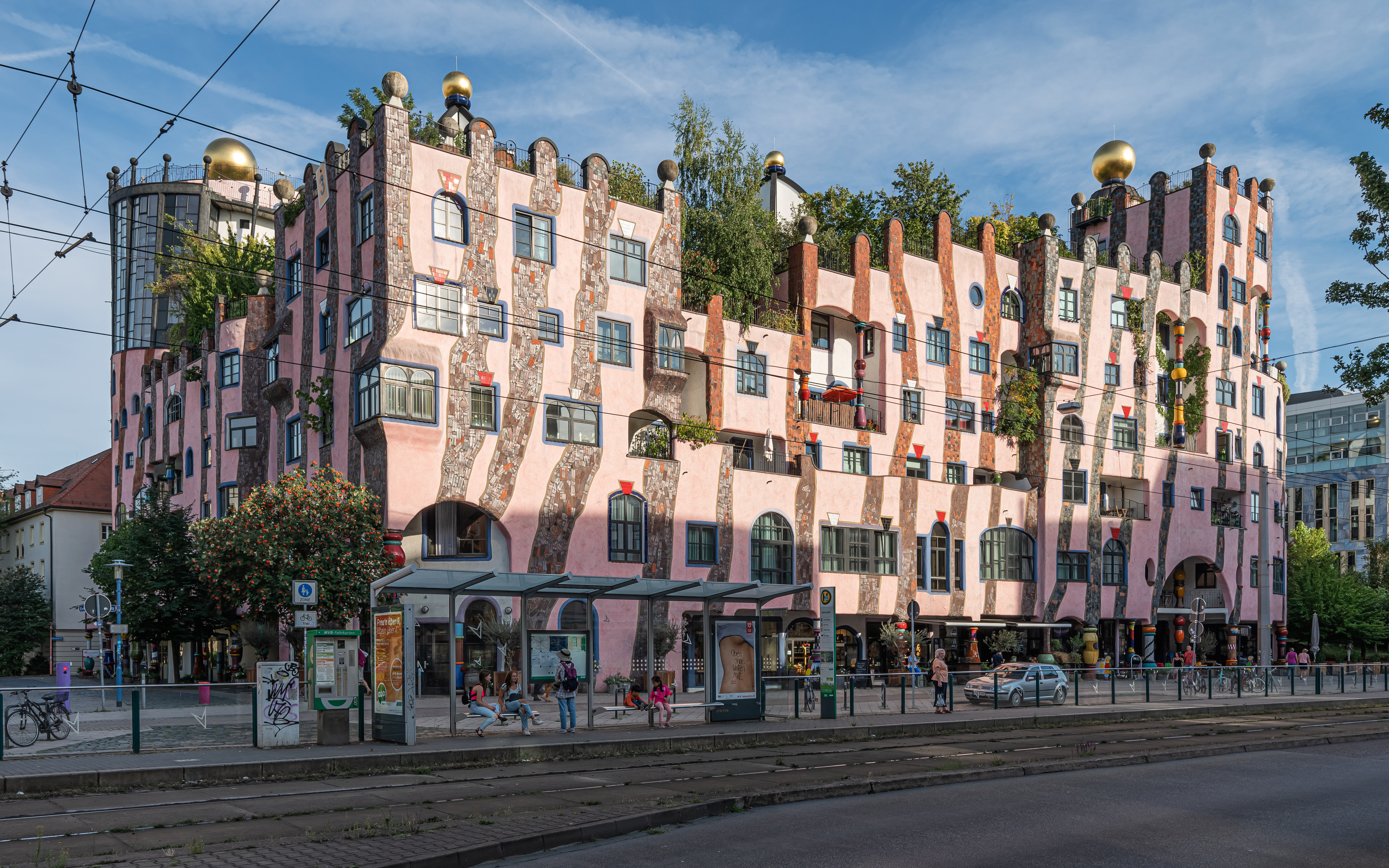
Ciudadela verde (Grüne Zitadelle) en Magdeburgo
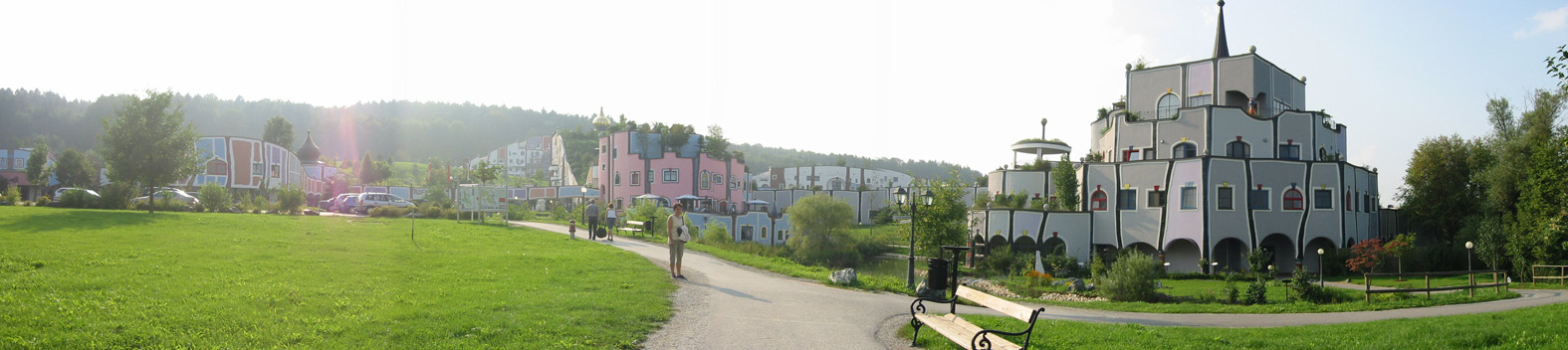
Termas de Bad Blumau
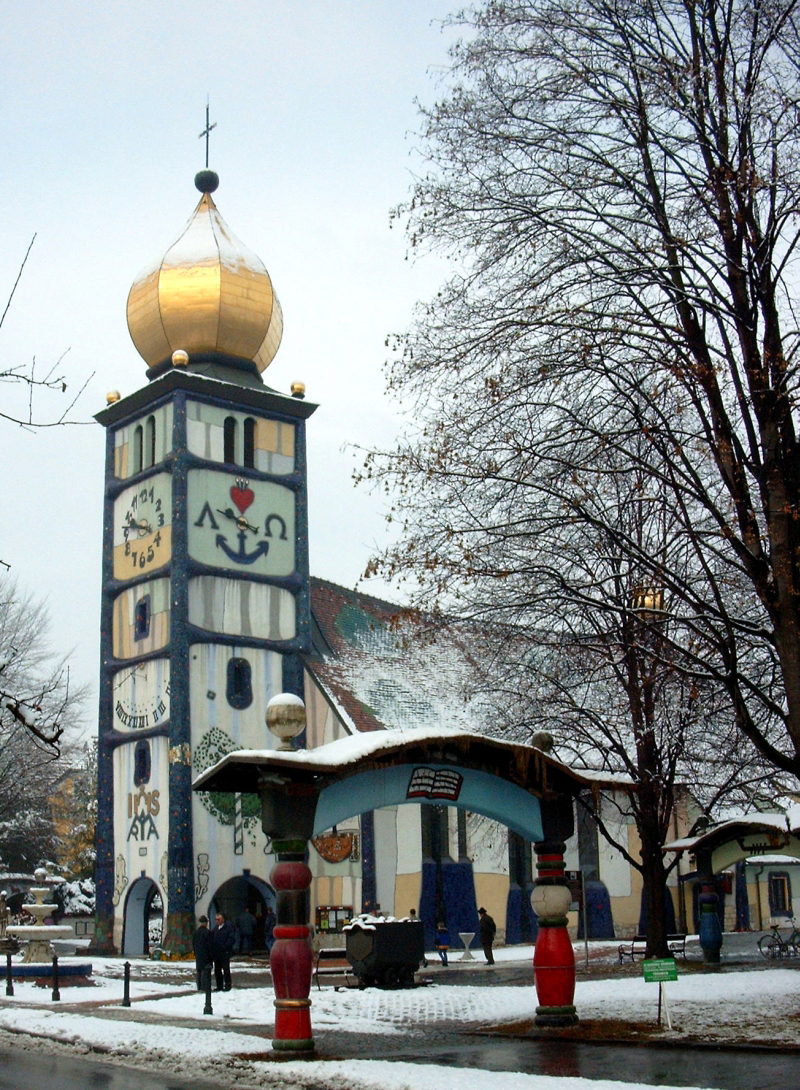
Iglesia de Santa Bárbara (St. Barbara Kirche) en Bärnbach
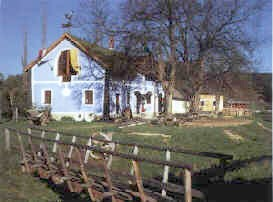
Museo del poblado (Dorfmuseum) Roiten
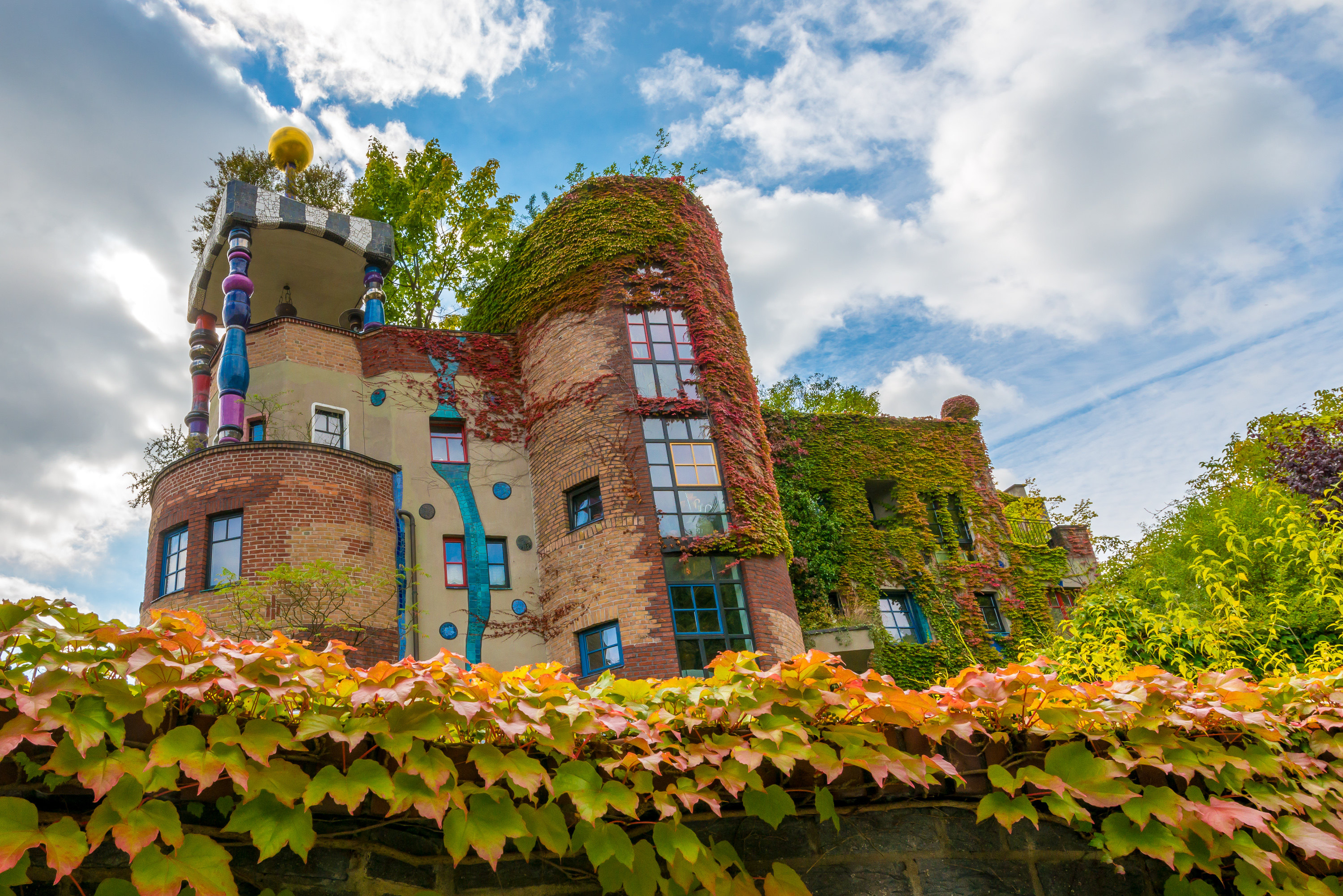
Vivienda en Bad Soden am Taunus
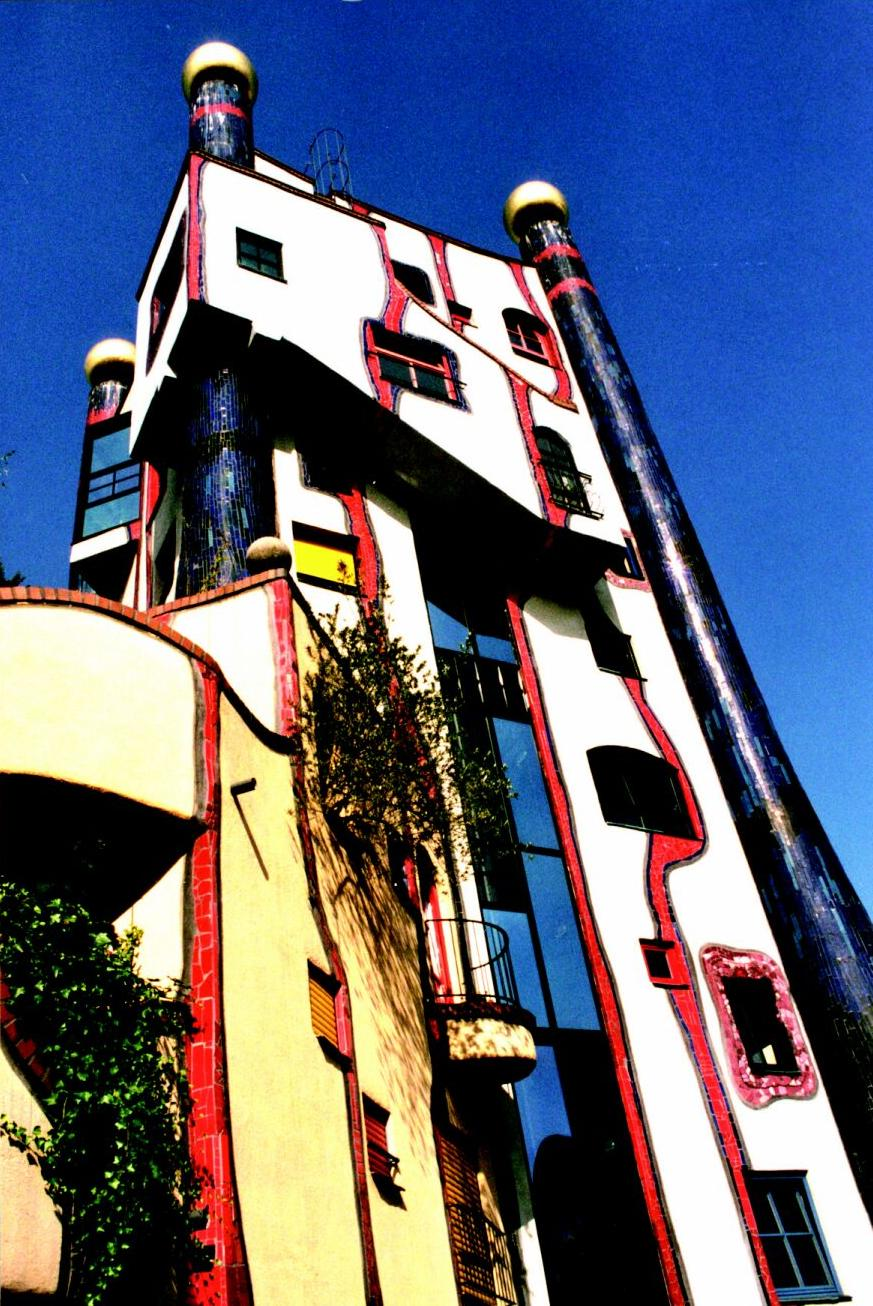
Hundertwasserhaus en Plochingen con torres

## Literatura
- Walter Koschatzky: Friedensreich Hundertwasser. 4. Auflage. Orell Füssli, Zürich 1996. ISBN 3-280-01647-9
- Harry Rand: Hundertwasser, der Maler. Bruckmann, München 1986. ISBN 3-7654-2075-1
- Pierre Restany: Die Macht der Kunst, Hundertwasser. Der Maler-König mit den fünf Häuten. Taschen, Köln 1998. ISBN 3-8228-7856-1
- Wieland Schmied: Hundertwasser 1928-2000. Persönlichkeit, Leben, Werk. Taschen, Köln 2005. ISBN 3-8228-4108-0